# Leptogenys

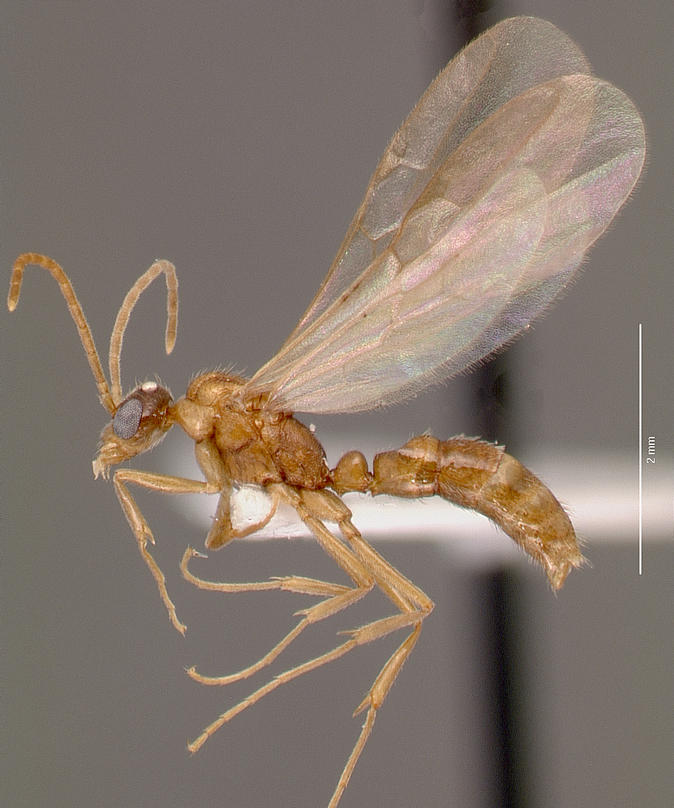
Самец муравья вида Leptogenys intermedia

Leptogenys (лат. , от др.-греч. λεπτή γένυς «тонкие челюсти») — род муравьёв подсемейства Понерины (Ponerinae). Широко распространен в тропических и субтропических регионах всего мира. У большинства видов есть эргатоидные королевы, у многих серповидные изогнутые нижние челюсти, и они специализируются на добыче изопод.
Род привлекает внимание исследователей благодаря широкому разнообразию социальной организации и структур колоний, а также удивительно разнообразному диапазону поведения. Крупнейший род Ponerinae, включающий около 300 видов.

## Описание

### Строение
Муравьи мелких и средних размеров (длина тела от 2,1 до 14,5 мм). Окраска тела тёмная, почти чёрная, с голубоватым или бронзовым отблексом. Усики рабочих и самок 12-члениковые. Формула щупиков 4,4 (или 4,3). Средние и задние голени с 2 вершинными шпорами. Коготки гребенчатые (это состояние иногда редуцировано у нескольких видов, например у L. pusilla или L. gorgona с несколькими преапикальными зубцами или без них). Аролиум отсутствует. Брюшко обычно гладкое и блестящее, иногда абдоминальные сегменты III—IV пунктированные; претергиты абдоминального сегмента IV со стридулитрумом.
Самки обычно эргатоидные, бескрылые, сходные с рабочими (оцеллии редуцированы). У одного вида (Leptogenys ergatogyna) самки нормальные неэргатоидные (оцеллии и все грудные структуры развиты), но бескрылые. Самки с полностью развитыми крыльями известны у Leptogenys langi. У некоторых видов самки отсутствуют и функционально заменены рабочими-гамэргатами (Davies et al., 1994; Ito, 1997; Gobin et al., 2008).

### Биология
Род Leptogenys охватывает широкий спектр уровней организации, начиная от одиночных собирателей падали среди опавших листьев, до высоко согласованных групп охотников-муравьёв или крупных членистоногих. Бо́льшая часть муравьёв рода Leptogenys относительно большого размера (более 4 мм), длинноноги и быстро передвигаются; окраска чёрного или коричневого цвета.
В некоторых тропических местностях (например, в таких как Ла Сельва в Коста-Рике или Ранчо Гранде в Венесуэле) может присутствовать одновременно до 5-6 видов. Гнёзда американских Leptogenys могут насчитывать от 20 до 30 рабочих, редко превышая 50 особей. Небольшие размеры семей (менее 30 муравьёв) также описаны для более чем 15 видов этого рода в тропиках Юго-Восточной Азии, за исключением некоторых азиатских Leptogenys с повадками кочевых муравьев, у которых семьи могут состоять из нескольких тысяч муравьёв. В ходе исследования Leptogenys не было обнаружено никаких доказательств, указывающих на кочевое поведение представителей этого рода из Нового Света.
Гнёзда Leptogenys можно найти от уровня земли до более 2000 м над уровнем моря, хотя большинство из них обитают в низинах. Гнёзда можно найти в гнилой древесине на земле, обычно в полостях в брёвнах или крупных ветвях, а также под корой. Границы раздела древесина-почва и камень-почва также используются для гнездования, как и трещины в камнях, и некоторые из них могут гнездиться непосредственно в почве, например L. famelica. Некоторые виды могут адаптироваться к нарушенным территориям, например, пантропический вид L. maxillosa, который гнездится в трещинах и трещинах зданий в городских районах Бразилии. Входы в гнёзда более крупных наземно гнездящихся видов можно узнать по разбросанным экзоскелетам добычи изопод, выброшенной из гнезда. По крайней мере, один вид, L. elegans Bolton, 1975 из Западной Африки, гнездиться в мертвой древесине над землей и добывает корм на стволах деревьев. Известно о четырех видах Leptogenys (L. donisthorpei, L. maya, L. sianka, L. wheeleri), которые гнездятся на эпифитных бромелиях и орхидеях в затопляемых лесах на севере Юкатана. По крайней мере, три из вышеупомянутых видов Leptogenys также были обнаружены гнездящимися на земле, поэтому пока нет доказательств облигатного древесного поведения Leptogenys, по крайней мере, для фауны Нового Света.
Несмотря на то, что муравьи рода Leptogenys чаще встречаются в относительно влажных средах обитания, они не чуждые элементы в засушливых пустынных условиях с рядом видов, эндемичных для ксерических областей, таких как Нижняя Калифорния (L. peninsularis), пустыня Сонора (L. sonora) или Галапагосские острова (L. santacruzi, L. gorgona). Сухая внутренняя часть Австралии также является местом обитания ряда видов Leptogenys, а несколько видов Leptogenys известны из полузасушливых частей Африки.
Один вид был найден глубоко в двух пещерах в Лаосе, которые богаты гуано и изоподами. В 2003 году был описан троглобионтный вид рода Leptogenys — Leptogenys khammouanensis, обитающий на глубине более чем 4 км в двух карстовых пещерах в Лаосе, длина подземных туннелей которых достигает 22 км. Авторы предполагают, что Leptogenys khammouanensis Roncin & Deharveng, 2003 может быть троглобионтным видом из-за пещерной среды обитания и нескольких морфологических признаков, связанных с адаптацией к подземной жизни, таких как удлиненное тело и конечности, бледный экзоскелет и атрофированные глаза. Возможность эта не может быть исключена, но сходная морфология также обнаружена у нескольких эпигейных видов этого рода. Возможно, что пещерные популяции — это недавние колонизации из эпигейных колоний, которые просто эксплуатируют обильный источник пищи. Leptogenys elongata может быть найден в пещерах Техаса, хотя в той же статье авторы описывают явно неописанный Leptogenys, найденный в одной из пещер Техаса. Похоже, он является членом видовой группы Leptogenys pusilla и не имеет признаков, которые можно было бы считать троглобитными, за исключением уменьшенных глаз, которые часто встречаются в указанной группе.

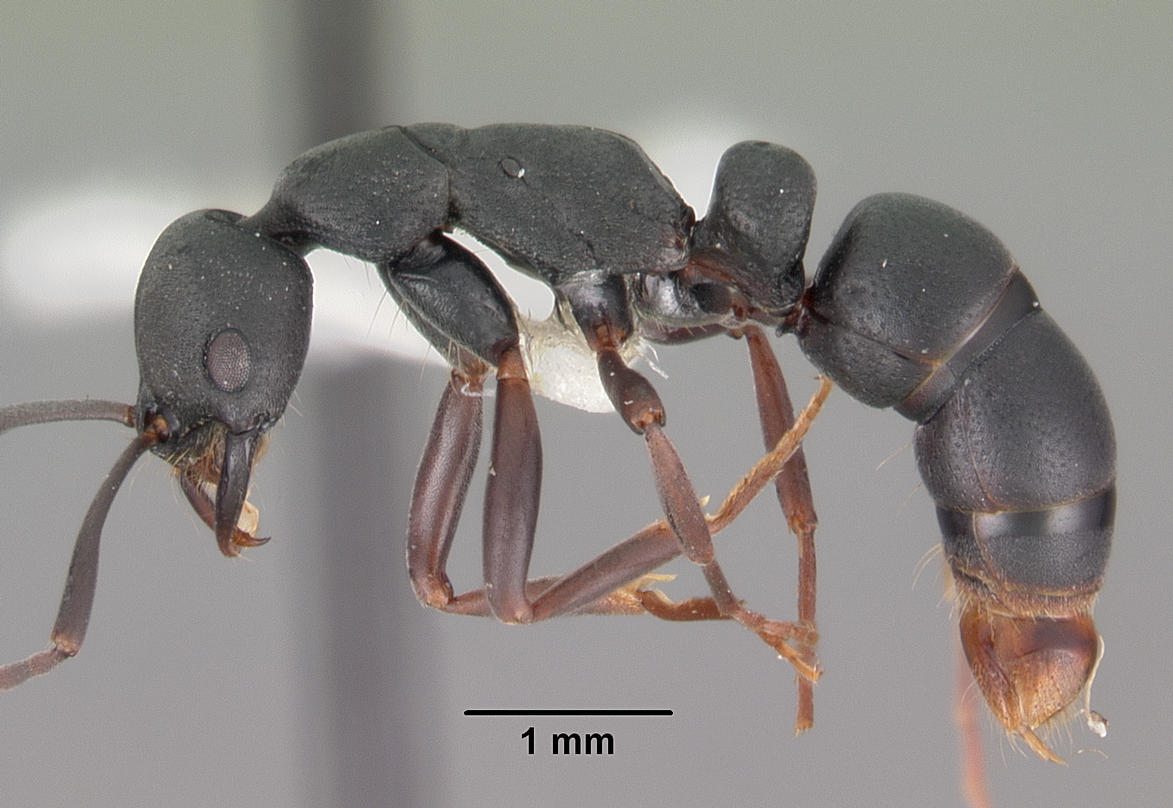
Leptogenys maxillosa
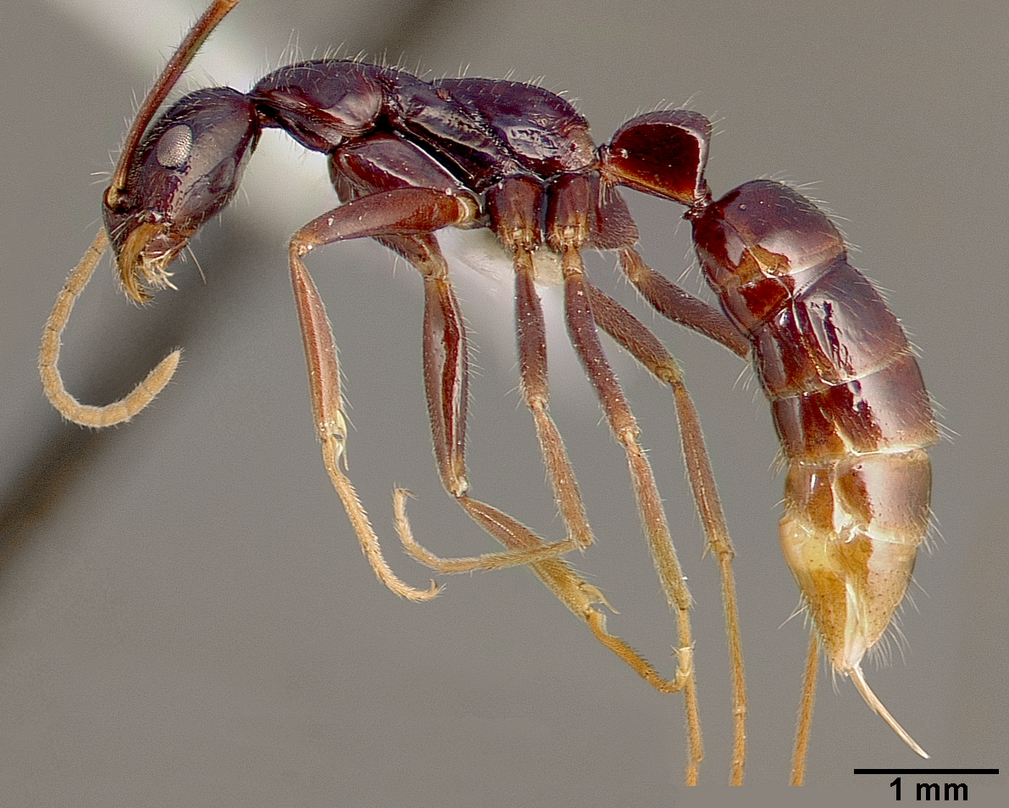
Leptogenys attenuata
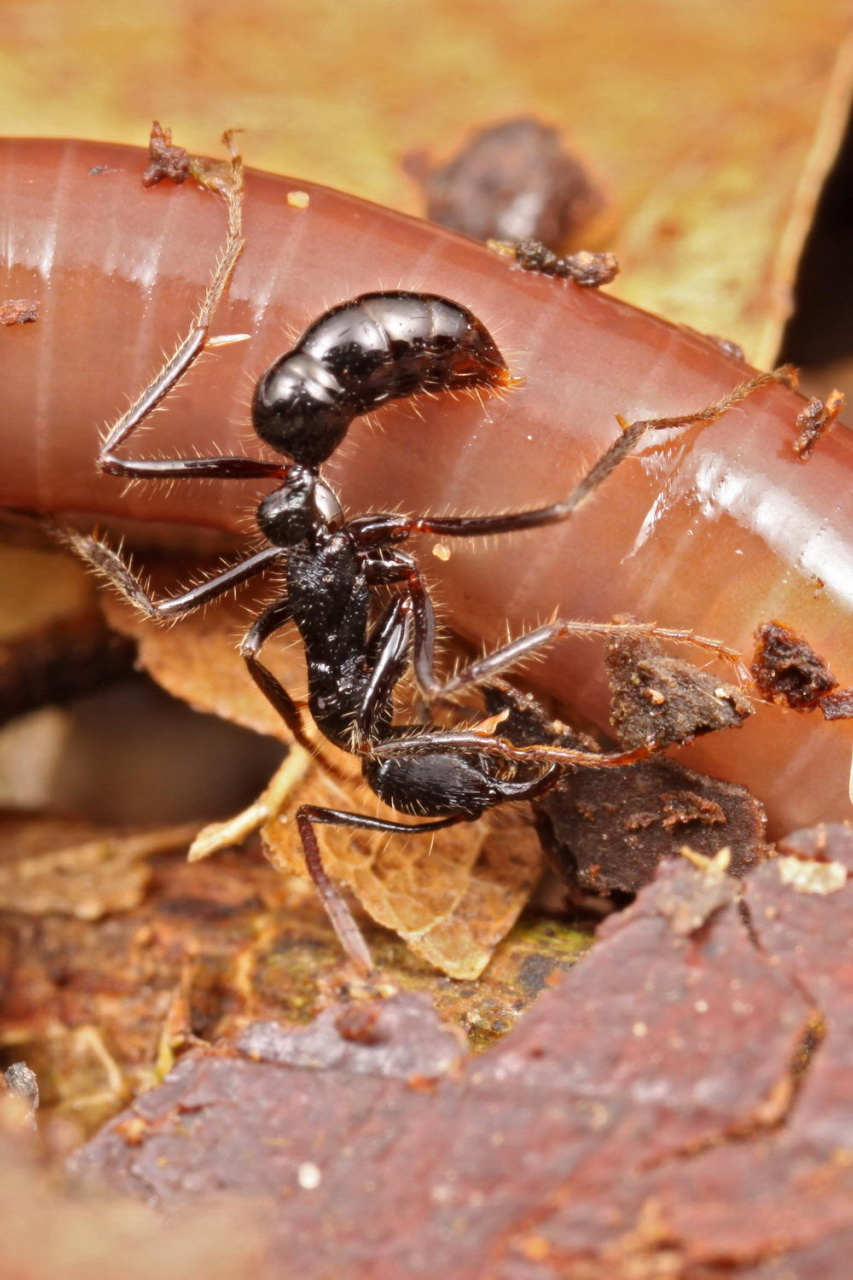
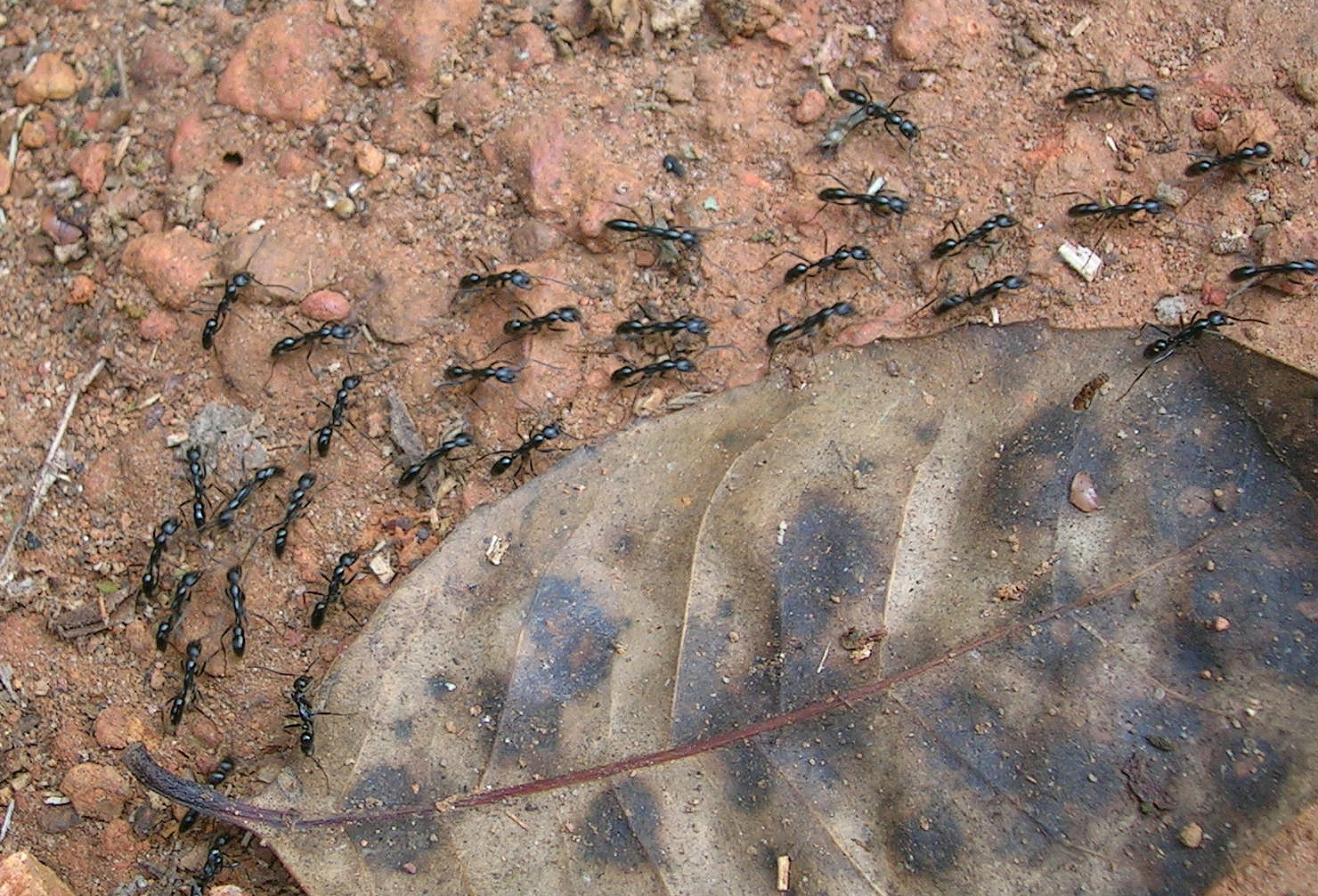
Leptogenys sp.
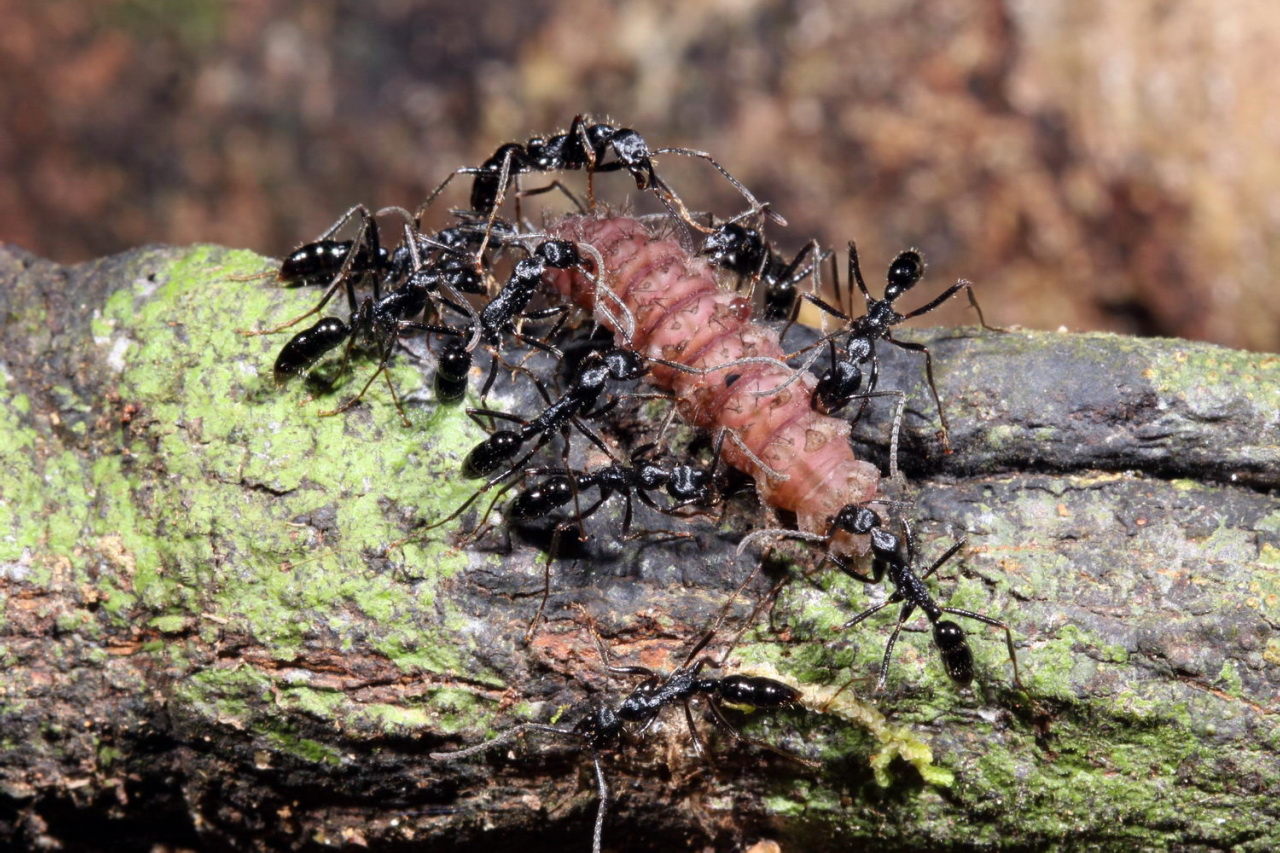
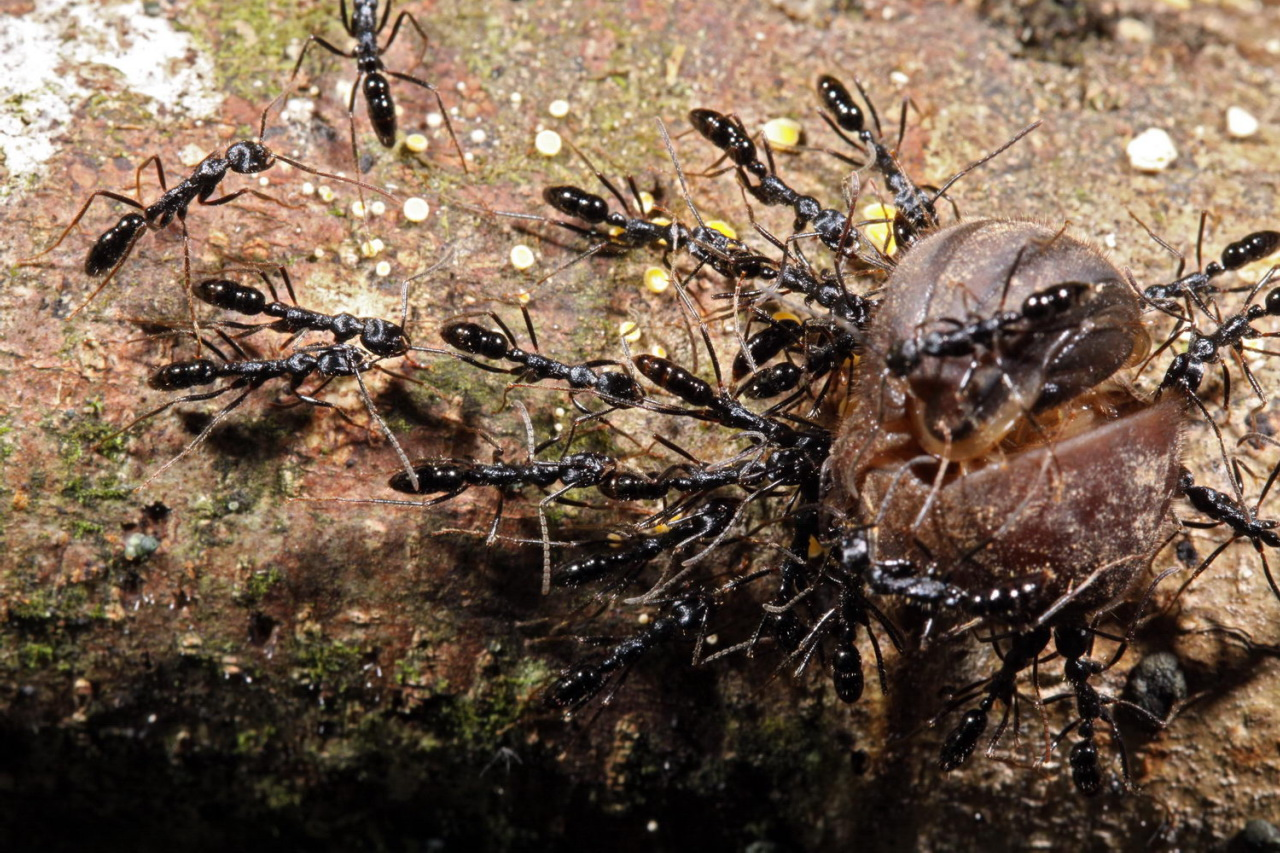
Личинки Leptogenys elongata[11]
Leptogenys elongata
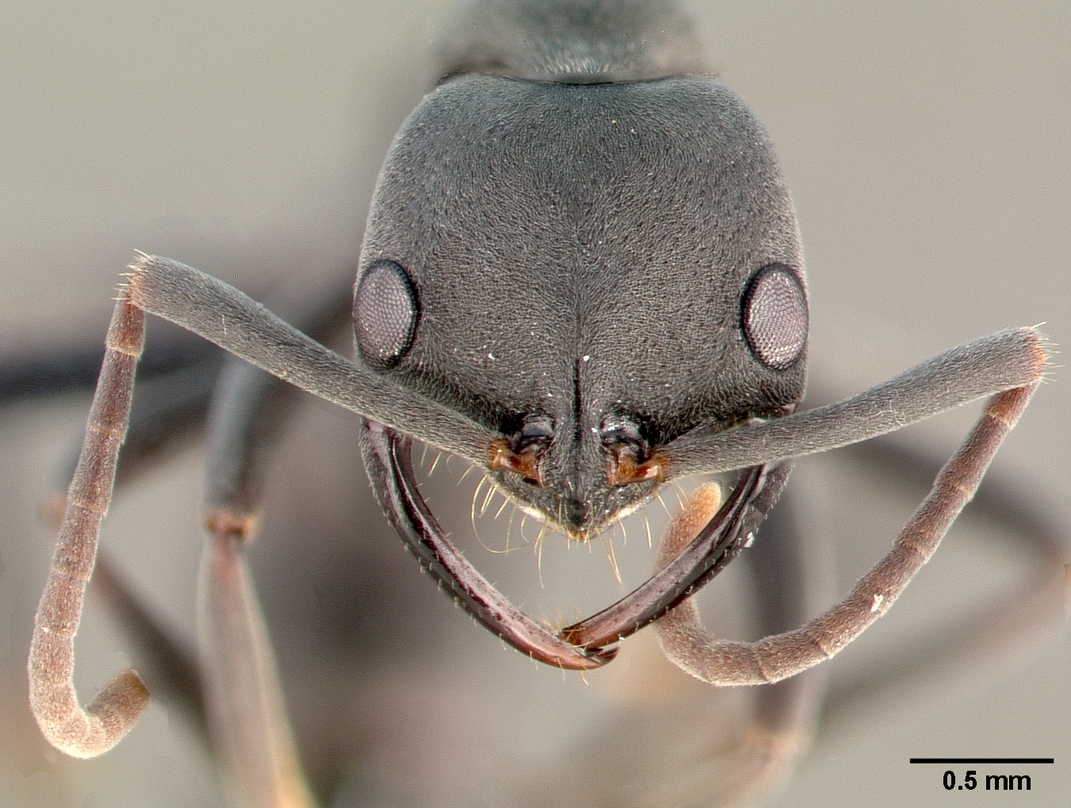
Leptogenys falcigera
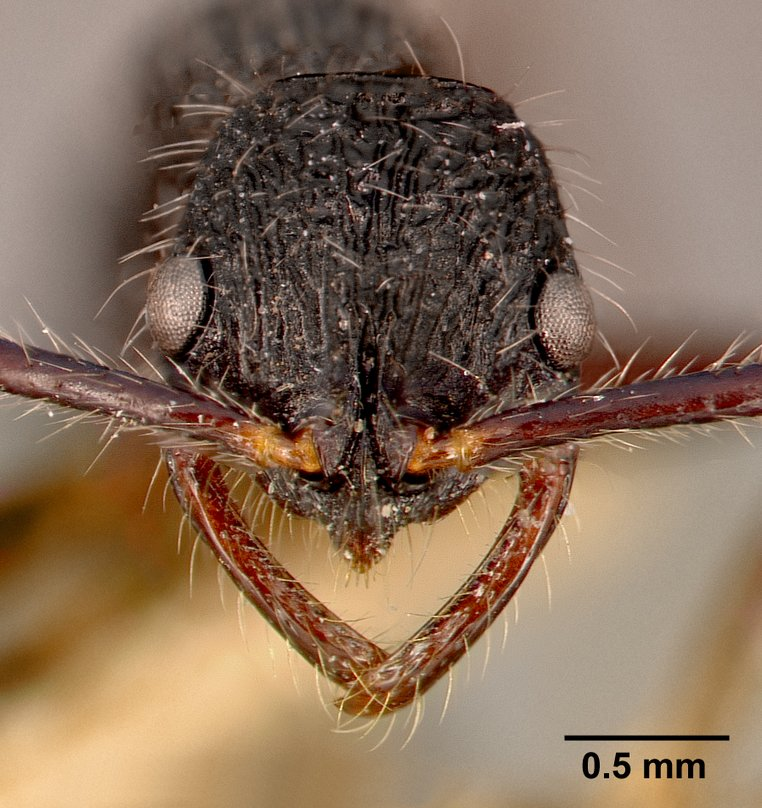
Leptogenys conradti
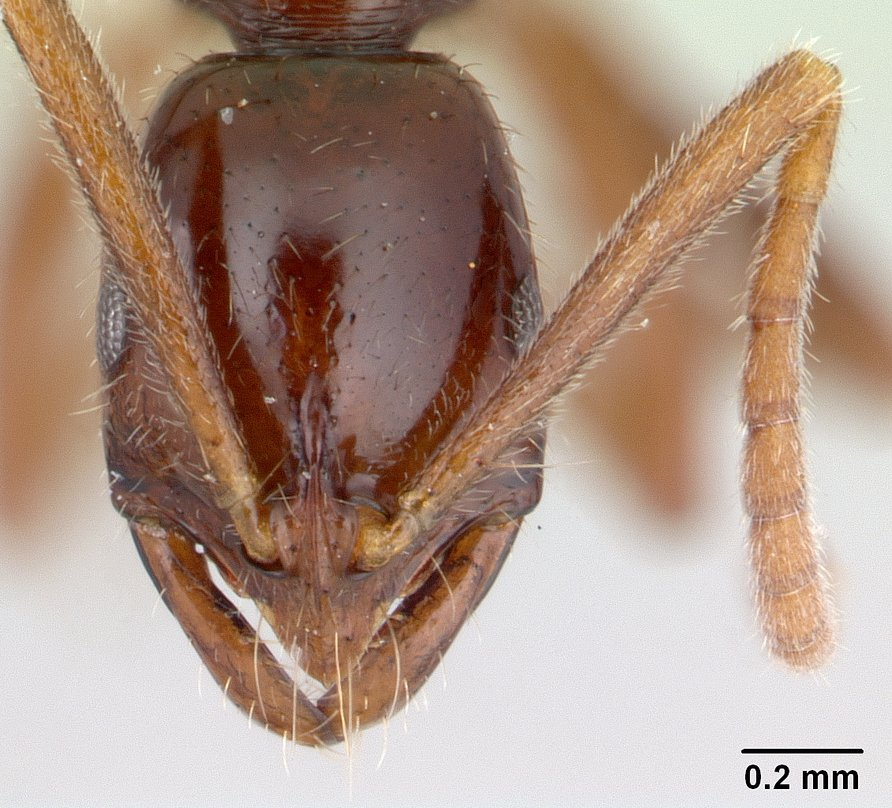
Leptogenys consanguinea

## Распространение
Встречаются повсеместно в тропиках и субтропиках всех зоогеографических регионов мира. Меланезийские виды были описаны Эдвардом Уилсоном (Wilson), африканские представители исследованы Барри Болтоном (Bolton), фауна Мадагаскара изучена мирмекологами Rakotonirina J. C. и B. L. Fisher.

## Систематика
Систематическое положение и таксономическая структура рода Leptogenys формировалась длительное время и в итоге в него включили несколько младших синонимов из-за большого морфологического разнообразия в этой большой группе. Ранние систематики муравьев описали несколько родов и подродов на основании вариаций формы жвал, количества верхнечелюстных зубов, формы наличника, наличия зубов на переднем краю клипеуса и количества микрозубцов на вентральном крае коготков лапок. Leptogenys в настоящее время включает следующие младшие синонимы: Prionogenys, Lobopelta, Odontopelta, Machaerogenys, Dorylozelus и Microbolbos. Эти роды изначально принадлежали к своей собственной трибе, Leptogenyini, но морфологические особенности, использованные для выделения этой группы, в конечном итоге были признаны недостаточными, и Уильям Браун в 1963 году признал это трибу синонимом Ponerini. Молекулярно-филогенетическое исследование Ponerinae, проведенное Крисом Шмидтом в 2013 году, подтвердило размещение Leptogenys в трибе Ponerini в составе родовой группы Odontomachus. Внутри этой группы род Myopias считается сестринским к Leptogenys, причем оба рода составляют одну часть базальной дивергенции в группе, а остальные роды — другую часть.
Диверсификация родовой группы Odontomachus Старого Света произошла в период с оценкой возраста от 22 до 40 млн лет в зависимости от различных ограничений, с предпочтительной оценкой 30 (38-24) млн лет. Основные видовые радиации в Leptogenys произошли около 32 млн лет назад. Известен один ископаемый вид †Leptogenys lacerata Zhang 1989 из миоцена Китая

### Список видов
Описано около 300 видов (вид/исследователь/дата описания вида):
- Leptogenys acutangula Emery 1914
- Leptogenys acutirostris Santschi 1912
- Leptogenys adlerzi Forel 1900
- Leptogenys alluaudi Emery 1895
- Leptogenys amazonica Borgmeier 1930
- Leptogenys ambigua Santschi 1931
- Leptogenys amon Bolton 1975
- Leptogenys anacleti Borgmeier 1930
- Leptogenys angusta Forel 1892
- Leptogenys angustinoda Clark 1934
- Leptogenys anitae Forel 1915
- Leptogenys ankhesa Bolton 1975
- Leptogenys antillana Wheeler, W.M. & Mann 1914
- Leptogenys antongilensis Emery 1899
- Leptogenys arcirostris Santschi 1926
- Leptogenys arcuata Roger 1861
- Leptogenys arnoldi Forel 1913
- Leptogenys aspera Andre 1889
- Leptogenys assamensis Forel 1900
- Leptogenys atra Arimoto & Yamane, 2018[17]
- Leptogenys attenuata Smith, F. 1858
- Leptogenys australis Emery 1888
- Leptogenys bellii Emery 1901
- Leptogenys bidentata Forel 1900
- Leptogenys binghamii Forel 1900
- Leptogenys birmana Forel 1900
- Leptogenys bituberculata Emery 1901
- Leptogenys bohlsi Emery 1896
- Leptogenys borneensis Wheeler, W.M. 1919
- Leptogenys breviceps Viehmeyer 1914
- Leptogenys bubastis Bolton 1975
- Leptogenys buyssoni Forel 1907
- Leptogenys caeciliae Viehmeyer 1912
- Leptogenys camerunensis Stitz 1910
- Leptogenys carinata Donisthorpe 1943
- Leptogenys castanea Mayr 1862
- Leptogenys centralis Wheeler, W.M. 1915
- Leptogenys chalybaea Emery 1887
- Leptogenys chelifera Santschi 1928
- Leptogenys chinensis Mayr 1870
- Leptogenys clarki Wheeler, W.M. 1933
- Leptogenys coerulescens Emery 1895
- Leptogenys confucii Forel 1912
- Leptogenys conigera Mayr 1876
- Leptogenys conradti Forel 1913
- Leptogenys consanguinea Wheeler, W.M. 1909
- Leptogenys crassicornis Emery 1895
- Leptogenys crassinoda Arnold 1926
- Leptogenys crudelis Smith, F. 1858
- Leptogenys crustosa Santschi 1914
- Leptogenys cryptica Bolton 1975
- Leptogenys cyanicatena Arimoto & Yamane, 2018[17]
- Leptogenys dalyi Forel 1900
- Leptogenys darlingtoni Wheeler, W.M. 1933
- Leptogenys dasygyna Wheeler, W.M. 1923
- Leptogenys davydovi Karavaiev 1935
- Leptogenys dentilobis Forel 1900
- Leptogenys diana
- Leptogenys diatra Bolton 1975
- Leptogenys diminuta Smith, F. 1857
- Leptogenys donisthorpei Mann 1922
- Leptogenys drepanon Wilson 1958
- Leptogenys ebenina Forel 1915
- Leptogenys edsoni
- Leptogenys elegans Bolton 1975
- Leptogenys elongata Buckley 1866
- Leptogenys emeryi Forel 1901
- Leptogenys emiliae Forel 1902
- Leptogenys ergatogyna Wheeler, W.M. 1922
- Leptogenys erythraea Emery 1902
- Leptogenys excellens Bolton 1975
- Leptogenys excisa Mayr 1876
- Leptogenys exigua Crawley 1921
- Leptogenys exudans Walker 1859
- Leptogenys falcigera Roger 1861typus
- Leptogenys fallax Mayr 1876
- Leptogenys famelica Emery 1896
- Leptogenys ferrarii Forel 1913
- Leptogenys foreli Mann 1919
- Leptogenys fortior Forel 1900
- Leptogenys foveopunctata Mann 1921
- Leptogenys fugax Mann 1921
- Leptogenys furtiva Arnold 1926
- Leptogenys gagates Mann 1922
- Leptogenys gaigei Wheeler, W.M. 1923
- Leptogenys gracilis Emery 1899
- Leptogenys grandidieri Forel 1910
- Leptogenys grohli Hamer, Lee & Guénard, 2024[18]
- Leptogenys guianensis Wheeler, W.M. 1923
- Leptogenys guineensis Santschi 1914
- Leptogenys hackeri Clark 1934
- Leptogenys hainanensis Chen et al., 2024[19]
- Leptogenys hanseni Borgmeier 1930
- Leptogenys harmsi Donisthorpe 1935
- Leptogenys havilandi Forel 1901
- Leptogenys hebrideana Wilson 1958
- Leptogenys hemioptica Forel 1901
- Leptogenys hezhouensis Zhou 2001
- Leptogenys hodgsoni Forel 1900
- Leptogenys honduriana Mann 1922
- Leptogenys honoria Bolton 1975
- Leptogenys huangdii Xu 2000
- Leptogenys huapingensis Zhou 2001
- Leptogenys humiliata Mann 1921
- Leptogenys hysterica Forel 1900
- Leptogenys iheringi Forel 1911
- Leptogenys imperatrix Mann 1922
- Leptogenys incisa Forel 1891
- Leptogenys indigatrix Wilson 1958
- Leptogenys ingens Mayr 1866
- Leptogenys intermedia Emery 1902
- Leptogenys intricata Viehmeyer 1924
- Leptogenys iridescens Smith, F. 1857
- Leptogenys iridipennis Smith, F. 1857
- Leptogenys jeanettei
- Leptogenys jeanneli Santschi 1914
- Leptogenys johary
- Leptogenys josephi Mackay & Mackay 2004
- Leptogenys karawaiewi Santschi 1928
- Leptogenys keysseri Viehmeyer 1914
- Leptogenys khammouanensis Roncin et Deharveng 2003
- Leptogenys khaura Bolton 1975
- Leptogenys kiche
- Leptogenys kitteli Mayr 1870
- Leptogenys kraepelini Forel 1905
- †Leptogenys lacerata Zhang 1989
- Leptogenys laeviterga
- Leptogenys langi Wheeler, W.M. 1923
- Leptogenys laozii Xu 2000
- Leptogenys lattkei
- Leptogenys leiothorax Prins 1965
- Leptogenys leleji Zryanin, 2016[20]
- Leptogenys letilae Mann 1921
- Leptogenys linearis Smith, F. 1858
- Leptogenys longensis Forel 1915
- Leptogenys longiceps Santschi 1914
- Leptogenys longiscapa Donisthorpe 1943
- Leptogenys lucidula Emery 1895
- Leptogenys luederwaldti Forel 1913
- Leptogenys mactans Bolton 1975
- Leptogenys magna Forel 1900
- Leptogenys manni Wheeler, W.M. 1923
- Leptogenys mastax Bolton 1975
- Leptogenys maxillosa Smith, F. 1858
- Leptogenys melzeri Borgmeier 1930
- Leptogenys mengzii Xu 2000
- Leptogenys meritans Walker 1859
- Leptogenys mexicana Mayr 1870
- Leptogenys microps Bolton 1975
- Leptogenys minchinii Forel 1900
- Leptogenys mjobergi Forel 1915
- Leptogenys modiglianii Emery 1900
- Leptogenys moelleri Bingham 1903
- Leptogenys mucronata Forel 1893
- Leptogenys mutabilis Smith, F. 1861
- Leptogenys myops Emery 1887
- Leptogenys navua Mann 1921
- Leptogenys nebra Bolton 1975
- Leptogenys neutralis Forel 1907
- Leptogenys nitens Donisthorpe 1943
- Leptogenys nuserra Bolton 1975
- Leptogenys occidentalis Bernard 1953
- Leptogenys optica Viehmeyer 1914
- Leptogenys oresbia Wilson 1958
- Leptogenys oswaldi Forel 1891
- Leptogenys pangui Xu 2000
- Leptogenys papuana Emery 1897
- Leptogenys parvula Emery 1900
- Leptogenys pavesii Emery 1892
- Leptogenys peninsularis Mann 1926
- Leptogenys peringueyi Forel 1913
- Leptogenys peuqueti Andre 1887
- Leptogenys piroskae Forel 1910
- Leptogenys podenzanai Emery 1895
- Leptogenys polaszeki Sharaf & Akbar 2017[21]
- Leptogenys pompiloides Smith, F. 1857
- Leptogenys princeps Bolton 1975
- Leptogenys processionalis Jerdon 1851
- Leptogenys pruinosa Forel 1900
- Leptogenys pubiceps Emery 1890
- Leptogenys punctata Emery 1914
- Leptogenys punctaticeps Emery 1890
- Leptogenys punctiventris Mayr 1879
- Leptogenys purpurea Emery 1887
- Leptogenys pusilla Emery 1890
- Leptogenys quiriguana Wheeler, W.M. 1923
- Leptogenys ravida Bolton 1975
- Leptogenys regis Bolton 1975
- Leptogenys ridens Forel 1910
- Leptogenys ritae Forel 1899
- Leptogenys roberti Forel 1900
- Leptogenys rouxi Emery 1914
- Leptogenys rufa Mann 1922
- Leptogenys rufida
- Leptogenys rugosopunctata Karavaiev 1925
- Leptogenys sagaris Wilson 1958
- Leptogenys saussurei Forel 1891
- Leptogenys schwabi Forel 1913
- Leptogenys sjostedti Forel 1915
- Leptogenys spandax Bolton 1975
- Leptogenys stenocheilos Jerdon 1851
- Leptogenys sterops Bolton 1975
- Leptogenys strator Bolton 1975
- Leptogenys strena Zhou 2001
- Leptogenys striatidens Bolton 1975
- Leptogenys stuhlmanni Mayr 1893
- Leptogenys stygia Bolton 1975
- Leptogenys sulcinoda Andre 1892
- Leptogenys sunzii
- Leptogenys terroni Bolton 1975
- Leptogenys testacea Donisthorpe 1948
- Leptogenys titan Bolton 1975
- Leptogenys transitionis
- Leptogenys tricosa Taylor 1969
- Leptogenys triloba Emery 1901
- Leptogenys trilobata Santschi 1924
- Leptogenys truncata Mann 1919
- Leptogenys truncatirostris Forel 1897
- Leptogenys turneri Forel 1900
- Leptogenys unistimulosa Roger 1863
- Leptogenys varicosa Stitz 1925
- Leptogenys venatrix Forel 1899
- Leptogenys vindicis Bolton 1975
- Leptogenys violacea Donisthorpe 1942
- Leptogenys vitiensis Mann 1921
- Leptogenys voeltzkowi Forel 1897
- Leptogenys vogeli Borgmeier 1933
- Leptogenys watsoni Forel 1900
- Leptogenys wheeleri Forel 1901
- Leptogenys yandii
- Leptogenys yerburyi Forel 1900
- Leptogenys zapyxis Bolton 1975
- Leptogenys zhoui Chen et al., 2024[19]
- Leptogenys zhuangzii Xu 2000

#### Дополнения
- Другие виды (2011, Неотропика)[8]: Leptogenys amu Lattke, 2011 — Leptogenys bifida — Leptogenys carbonaria — Leptogenys chamela — Leptogenys ciliata — Leptogenys cordoba — Leptogenys corniculans — Leptogenys cracens — Leptogenys cuneata — Leptogenys deborae — Leptogenys erugata — Leptogenys foraminosa — Leptogenys foveonates — Leptogenys gatu — Leptogenys glabra — Leptogenys gorgona — Leptogenys ixta — Leptogenys kiche — Leptogenys linda — Leptogenys mavaca — Leptogenys maya — Leptogenys melena — Leptogenys minima — Leptogenys montuosa — Leptogenys nigricans — Leptogenys oaxaca — Leptogenys orchidioides — Leptogenys panops — Leptogenys paraensis — Leptogenys peruana — Leptogenys phylloba — Leptogenys pinna — Leptogenys pittieri — Leptogenys pucuna — Leptogenys quadrata — Leptogenys quirozi — Leptogenys rasila — Leptogenys reggae — Leptogenys santacruzi — Leptogenys serrata — Leptogenys sianka — Leptogenys socorda — Leptogenys sonora — Leptogenys tama — Leptogenys tiobil — Leptogenys toxeres — Leptogenys volcanica — Leptogenys yocota Lattke, 2011
- Другие виды (2014, Мадагаскар)[14]: Leptogenys alamando — Leptogenys alatapia — Leptogenys ambo — Leptogenys amu — Leptogenys andritantely — Leptogenys anjara — Leptogenys avaratra — Leptogenys avo — Leptogenys barimaso — Leptogenys bezanozano — Leptogenys bifida — Leptogenys borivava — Leptogenys carbonaria — Leptogenys chamela — Leptogenys chrislaini — Leptogenys ciliata — Leptogenys comajojo — Leptogenys cordoba — Leptogenys corniculans — Leptogenys cracens — Leptogenys cuneata — Leptogenys deborae — Leptogenys erugata — Leptogenys fasika — Leptogenys fiandry — Leptogenys foraminosa — Leptogenys fotsivava — Leptogenys foveonates — Leptogenys gatu — Leptogenys glabra — Leptogenys gorgona — Leptogenys hezhouensis — Leptogenys huangdii — Leptogenys huapingensis — Leptogenys imerinensis — Leptogenys ixta — Leptogenys laeviterga — Leptogenys laozii — Leptogenys lattkei — Leptogenys lavavava — Leptogenys linda — Leptogenys lohahela — Leptogenys lucida — Leptogenys malama — Leptogenys mangabe — Leptogenys manja — Leptogenys manongarivo — Leptogenys mavaca — Leptogenys maya — Leptogenys mayotte — Leptogenys melena — Leptogenys mengzii — Leptogenys minima — Leptogenys montuosa — Leptogenys namana — Leptogenys namoroka — Leptogenys nigricans — Leptogenys oaxaca — Leptogenys orchidioides — Leptogenys panops — Leptogenys paraense — Leptogenys peruana — Leptogenys phylloba — Leptogenys pilaka — Leptogenys pinna — Leptogenys pittieri — Leptogenys pucuna — Leptogenys pungui — Leptogenys quadrata — Leptogenys quirozi — Leptogenys rabebe — Leptogenys rabesoni — Leptogenys ralipra — Leptogenys rasila — Leptogenys reggae — Leptogenys rufida — Leptogenys sahamalaza — Leptogenys santacruzi — Leptogenys serrata — Leptogenys sianka — Leptogenys socorda — Leptogenys sonora — Leptogenys strena — Leptogenys suarensis — Leptogenys tama — Leptogenys tatsimo — Leptogenys tiobil — Leptogenys toeraniva — Leptogenys toxeres — Leptogenys transitionis — Leptogenys tsingy — Leptogenys variabilis — Leptogenys vatovavy — Leptogenys vitsy — Leptogenys volcanica — Leptogenys yocota — Leptogenys zohy
- Другие виды (2017, Южная Азия)[22]: Leptogenys breviloba — Leptogenys curva — Leptogenys itoi — Leptogenys kanaoi — Leptogenys malayana